# Мирко Коршич
Мирко Коршич (Љубљана, 18. јануар 1914 — ?) бивши југословенски олимпијски репрезентативац у мачевању који се такмичио у борбама флоретом. Био учесник мачевалачког турнира на Летњи олимпијским играма 1936. у Берлину.
На Олимпијским играма учествовао је и у појединачној и у екипној конкуренцији такмичења у флорету. Екипу Југославије у флорету сачињавали су: Бранимир Третињак, Едо Марион, Мирко Коршич, Маријан Пенгов. Александар Николић и Владимир Мажуранич
У првом колу појединачне конкуренције такмичио се у групи 2 која је имала 6 учесника.

## Резултати

### Група 2 појединачно
| Противник          | Земља      | Резултат |
| ------------------ | ---------- | -------- |
| Андре Гардер       | Француска  | 1 : 5    |
| Роберто Лараз      | Аргентина  | 1 : 5    |
| Констатинос Бембис | Грчка      | 0 : 5    |
| Готфрид фон Мајс   | Швајцарска | 3 : 5    |
| Рикардо Вањоти     | Бразил     | 2 : 5    |

На табели групе 2 Мирко Коршич је заузео последње 6. место, без иједне победе, па се није пласирао за даље такмичење:
| Место | ПОБ | ПОР | ТД | ТП |
| 6.    | 0   | 5   | 7  | 25 |
| ----- | --- | --- | -- | -- |

У екипном такмичење Југославија је у првом колу била у групи 2 се Француском и Бразилом. Заузела је друго место групи и пласирала се у четвртфинале опет у групи са Француском и Мађарском. У сваком мечу екипу су чинила четворица такмичара. Коршич је био у екипи и у првом колу против Бразила, а у четвртфиналу против Мађарске.

### Група 2  - екипно 1. коло
| Противник        | Земља  | Резултат |
| ---------------- | ------ | -------- |
| Рикардо Вањоти   | Бразил | 3 : 5    |
|                  | Бразил | 4 : 5    |
| Енио де Оливејра | Бразил | 5 : 2    |
| Ото Хатсеђи      | Бразил | 5 : 3    |

На табели групе 2 екипа Југославије је заузела 2. место и пласирала се у четвртфинале.

### 3. Четвртфинале
| Противник      | Земља    | Резултат |
| -------------- | -------- | -------- |
| Аладар Геревић | Мађарска | 4 : 5    |
| Антал Зирци    | Мађарска | 2 : 5    |
| Јожег Хатсеђи  | Мађарска | 5 : 3    |
| Ото Хатсеђи    | Мађарска | 4 : 5    |

Југославија је изгубила од Мађарске и испала из даљег такмичења.